# 清火力站
清火力站（韓語：청화력역）是朝鮮民主主義人民共和國平安南道安州市的一個鐵路車站，属于清火力線。

## 邻近车站
清火力線
龜鳳山站 - 清火力站